# ۴ دسامبر
۴ دسامبر در تقویم گرگوری، سیصد و سی و هشتمین (در سال‌های کبیسه سیصد و سی و نهمین) روز سال است. ۲۷ روز تا پایان سال باقی است.

## رویدادها
- ۵۰۲ پیش از میلاد - خورشیدگرفتگی در مصر باستان.[۱][۲]
- ۱۱۱۰ - صیدا در نخستین جنگ صلیبی تاراج شد.
- ۱۵۳۴ - سلطان سلیمان اول، بغداد را از ایران گرفت.

## زادروزها
- ۱۵۹۵ - ژان شاپلن شاعر و منتقد قرن شانزدهم میلادی اهل فرانسه.
- ۱۷۹۵ - توماس کارلایل متفکر و تاریخدان شهیر اسکاتلندی.
- ۱۸۳۵ - ساموئل باتلر نویسنده و داستان‌نویس ساختارشکن دوره ویکتوریایی.
- ۱۸۷۵ - راینر ماریا ریلکه از مهم‌ترین شاعران قرن بیستم زبان آلمانی.
- ۱۸۸۱ - اروین فون ویتزلبن یک فیلد مارشال آلمانی در دوره رایش سوم و فرمانده لشکر اول ورماخت.
- ۱۸۹۲ - فرانسیسکو فرانکو دیکتاتور اسپانیا.
- ۱۸۹۹ - چارلی اسپنسر بازیکن فوتبال.
- ۱۹۱۳ - رابرت آدلر دانشمند و مخترع اتریشی.
- ۱۹۲۱ - دیانا دربین بازیگر و خواننده کانادایی.
- ۱۹۲۴ - جان پورتمن معمار آمریکایی‌تبار.
- ۱۹۲۵ - آلبرت بندورا روان‌شناس کانادایی-آمریکایی.
- ۱۹۴۲ - جما جونز بازیگر انگلیسی سینما و تئاتر.
- ۱۹۴۵ - روبرتا بوندار فضانورد اهل کشور کانادا.
- ۱۹۴۹ - جف بریجز بازیگر آمریکایی برندهٔ جایزه اسکار.
- ۱۹۵۱ - پاتریشیا وتینگ بازیگر آمریکایی.
- ۱۹۵۵ - کاساندرا ویلسون بازیگر، خواننده، نوازنده، ترانه‌سرا و تهیه‌کنندهٔ موسیقی جاز اهل آمریکا.
- ۱۹۵۷ - اریک ریموند برنامه‌نویس، محقق و تاریخ‌نگار فرهنگ هکرهای رایانه‌ای.
- ۱۹۶۴ - سرتاب ارنر خواننده پاپ ترکی.
- ۱۹۶۴ - مریسا تومه بازیگر تئاتر، فیلم و تلویزیونی اهل آمریکا.
- ۱۹۶۸ - میک بارومن شناگر اهل کشور ایالات متحده آمریکا.
- ۱۹۶۹ - جی-زی رپر و تهیه‌کننده و تاجر آمریکایی.
- ۱۹۷۳ - تایرا بنکس مجری برنامه‌های تلویزیونی، بازیگر، مدل پیشین و بازرگان اهل آمریکا

## مرگ‌ها
- ۷۷۱ - کارلمان یکم پادشاه فرانک‌ها. [۳][۴]
- ۱۱۳۱ - خیام فیلسوف، ریاضی‌دان، ستاره‌شناس و رباعی سرای ایرانی در دورهٔ سلجوقی.
- ۱۱۸۷ - ابن تعاویذی شاعر عراقی.
- ۱۳۳۴ - ژان بیست‌ودوم یکی از پاپ‌های کلیسای کاتولیک رم.
- ۱۶۴۲ - کاردینال ریشلیو بزرگ‌زاده، سیاست‌مدار و روحانی فرانسوی.
- ۱۶۷۹ - توماس هابز از فیلسوفان سیاسی برجسته انگلستان.
- ۱۷۹۸ - لوییجی گالوانی دانشمند و طبیب و فیزیکدان سرشناس ایتالیایی.
- ۱۹۳۳ - اشتفان گئورگه شاعر، مترجم و ویراستار اهل آلمان.
- ۱۹۳۵ - [[شارل ریشه]] زیست‌شناس فرانسوی برنده جایزه نوبل فیزیولوژی و پزشکی در سال ۱۹۱۳ به خاطر مبارزه با بیماری آنافیلاکسی (شوک آلرژیک).
- ۱۹۴۵ - توماس هانت مورگان زیست‌شناس آمریکایی برنده جایزه نوبل فیزیولوژی و پزشکی در سال ۱۳۱۲ به خاطر پی بردن به نقش کروموزوم‌ها در وراثت بود.
- ۱۹۷۵ - هانا آرنت فیلسوف (فلسفه سیاسی) و تاریخ‌نگار زن آلمانی - یهودی‌تبار.
- ۱۹۷۶ - بنجامین بریتن آهنگساز، نوازنده پیانو و رهبر ارکستر بریتانیایی.
- ۱۹۸۷ - روبن مامولیان کارگردان سینما و تئاتر ارمنی-آمریکایی.
- ۱۹۹۳ - فرانک زاپا آهنگساز، نوازنده گیتار الکتریک و کارگردان فیلم آمریکایی.
- ۲۰۱۱ - سوکراتس آهنگساز، بازیکن معروف و کاپیتان تیم ملی فوتبال برزیل.
- ۲۰۱۲ - واسیلی بلوف نویسنده بزرگ روسیه.
- ۲۰۱۲ - بس کوپر آهنگساز، از تاریخ ۲۱ ژوئن ۲۰۱۱ تا زمان درگذشتش پیرترین انسان جهان بود.
- ۲۰۱۷ - علی عبدالله صالح  نظامی و سیاست‌مدار یمنی، رئیس‌جمهور یمن از ۱۹۷۸-۲۷ فوریه ۲۰۱۲.

## مناسبت‌ها
- روز نیروی دریایی در کشور هند[۵]
- روز محیط زیست در کشور تایلند[۶]

روز بیمه در ایران